# Rehoboth (bantustan)
Rehoboth (także Basterland) – bantustan w Afryce Południowo-Zachodniej, utworzony w 1979 roku dla ludu Basterów.
Rehoboth obejmował powierzchnię 13 860 km² i był zamieszkany przez 21 439 ludzi. Jego stolicą było Rehoboth.
Przywódcą bantustanu był Johannes Diergaardt.
Bantustan został zlikwidowany w maju 1989.